# Не такой, как кто?
«Не такой, как кто?» (итал. Diverso da chi?, англ. Different from Whom?) — дебютный фильм 2009 года итальянского режиссёра Умберто Риччионе Картени.

## Сюжет
Пьеро и Ремо живут вместе уже четырнадцать лет. Пьеро — молодой политик и открытый гей. Ремо занимается составлением каталогов и оценкой ресторанов. Пьеро решает баллотироваться в мэры патриархального городка на северо-востоке Италии. Его главный помощник — Адель, убеждённая гомофобка, поклонница традиционных семейных ценностей и противница разводов. Тем не менее Пьеро и Адель становятся очень близкими друзьями и даже более чем друзьями. Однажды они оказываются в постели: Пьеро, конечно, гей, но Адель ему почему-то небезразлична. Тем временем от него уходит Ремо, но Пьеро не может без него жить. А тут ещё Адель со свой беременностью. И Ремо теперь тоже хочет быть отцом этого ребенка. Всё очень запуталось.

## В ролях
| Актёр           | Роль  |
| --------------- | ----- |
| Лука Арджентеро | Пьеро |
| Филиппо Нигро   | Ремо  |
| Клаудиа Джерини | Адель |